# Bulbul verdós beccorbat
El bulbul verdós beccorbat (Eurillas curvirostris) és una espècie d'ocell de la família dels picnonòtids (Pycnonotidae). Es troba a l'Àfrica occidental i central. Els seus hàbitats principals són els boscos tropicals i subtropicals de frondoses humits de les terres baixes i de l'estatge montà, així com les àrees forestals fortament degradades. El seu estat de conservació es considera de risc mínim.